# Adolphine Couvreur
Adolphine Couvreur, née le 13 février 1860 à Laval et morte le 6 septembre 1928 à Durtol, est une professeure de lettres et d'histoire et une poète française, lauréate du concours de l'agrégation féminine de lettres, la première année de son organisation en 1883.

## Biographie

### Formation et vie professionnelle
En 1877, elle obtient à Saint-Étienne le brevet de capacité de premier ordre pour l'enseignement primaire. En 1883, professeure à l'École normale de Saint-Étienne, elle fait partie des six femmes lauréates de l'agrégation féminine de lettres, la première année de son organisation. Elle devient alors maitresse adjointe à l'École normale supérieure de Sèvres, où elle enseigne pendant treize ans,. En 1899, elle est professeure au lycée de jeunes filles du Havre. En 1906, elle est professeure de lettres au lycée Racine à Paris,.
En 1908, elle publie un recueil, Poésies, de poèmes écrits depuis l'année 1883,,. Deux poèmes du recueil, « Auvergne » et « Souvenirs de Bretagne », avaient paru dans La Revue latine en 1903,. Elle signe un avant-propos et contribue à l'édition de la Morale de Plutarque, publié en 1909, treize ans après le décès de son autrice Julie Favre, première directrice de l'École normale supérieure de Sèvres.
De 1909 à 1912, elle donne des conférences à l'université du Caire, auxquelles sont inscrites, la première année, une soixantaine de personnes, dont un peu plus de la moitié sont égyptiennes,. Elle y enseigne le vendredi, journée où les hommes ne fréquentent pas l'université. Elle publie un recueil de ces conférences en 1910, intitulé La femme aux différentes époques de l'histoire, au Caire et au Puy, en quatre volumes.
En 1917, elle déplore que les nouveaux programmes scolaires des lycées de jeunes filles négligent l'enseignement de l'Antiquité, tant en histoire qu'en littérature, dans un article de la Revue universitaire.
Elle meurt des suites d'une longue maladie début septembre 1928 à Durtol, où elle est inhumée.

### Famille
Adolphine Couvreur est la fille de Joseph Auguste Edmond Couvreur, professeur de physique et de chimie au lycée de Laval puis proviseur, et de Louise Adèle Adolphine Clarté. Sa sœur Louise Couvreur est professeure de dessin, son frère Paul est maitre de conférences à Lille avant sa mort en 1898, et son frère Edmond est physiologiste, membre de la Société linnéenne de Lyon.

## Œuvres
- Poésies, Paris, Honoré Paulin, 1908    (Wikisource)
- La femme aux différentes époques de l'histoire : conférences faites aux dames égyptiennes, Le Caire ; Le Puy, Université égyptienne et librairie Diemer ; Imprimerie Peyriller, Rouchon et Gamon, 1910 (lire en ligne)